# Bombardier Talent
Pour les articles homonymes, voir Talent.

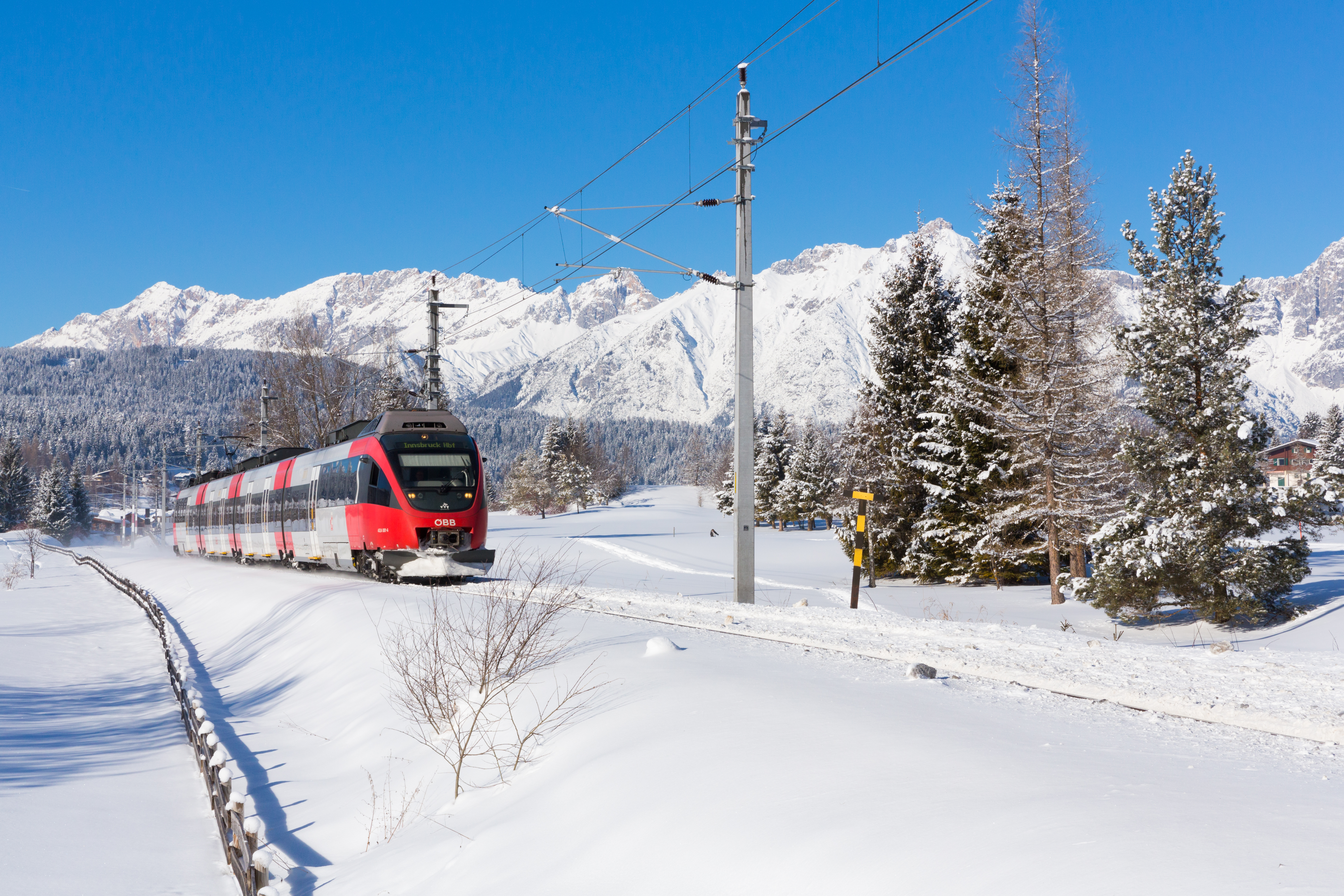
Unité multiple électrique sur la voie ferrée dans le paysage d'hiver de Bavière.

Le Talent est une rame automotrice légère à moteur Diesel construit à Aix-la-Chapelle par Waggonfabrik Talbot, intégrée depuis 1995 dans Bombardier Transport. Il fut conçu par Alexander Neumeister. Un premier prototype fut présenté en 1994 et les premières rames Talent entrèrent en service en 1996. Plus de 260 exemplaires avaient été produits en 2006.
En septembre 2008, Bombardier a lancé une nouvelle version du train, le Talent 2 qui est plus modulable que la première. En février 2010, Bombardier avait vendu à la Deutsche Bahn 176 exemplaires du Talent 2. Le contrat entre les deux entreprises prévoit la vente d'au maximum 321 exemplaires.

## Description

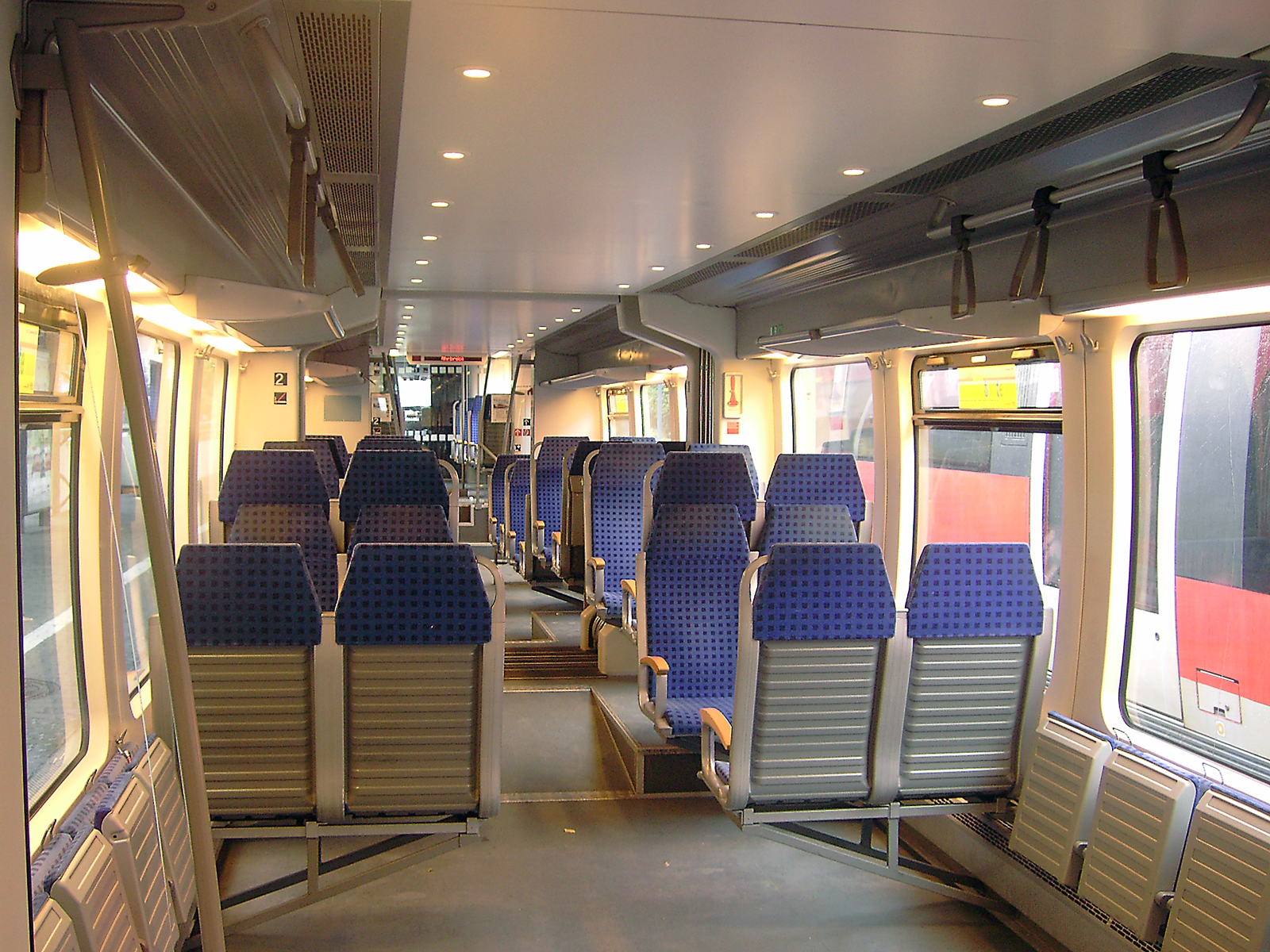
Intérieur d'un Talent de la Deutsche Bahn qui montre l'articulation sans division des voitures.

Il existe plusieurs variantes du Talent à plancher bas ou élevé : Diesel-mécanique, Diesel-hydraulique, Diesel-électrique, électrique et pendulaire. On en retrouve à deux, trois ou quatre voitures qu'on peut assembler en plusieurs rames. Elles sont de longueur de 34,610 à 66,870 mètres, pèsent de 57 à 117 tonnes avec une masse à l'essieu de 12,8 à 14,1 tonnes. Le moteur Diesel-mécanique développe une puissance de 630 kW, le Diesel-électrique 1 100 kW et l'électrique 1 520 kW pour donner des vitesses maximales entre 100 et 140 km/h.
Le Talent est un train articulé grâce à des bogies jacobs : deux caisses adjacentes s’appuient sur un bogie commun tout en conservant une possibilité de mouvement relatif. Grâce à cela, il est possible d'unir les voitures et l'intérieur d'une rame devient continu, sans porte ou couloir entre les différentes voitures. L'inconvénient est qu'il n'est possible de désassembler une rame que dans un atelier spécialisé. Pour les Talent à plancher bas, 590 mm au-dessus des rails, la partie de connexion est surélevée par rapport au plancher des voitures pour passer au-dessus des roues et nécessite une rampe de chaque côté. Pour les planchers plus élevés, 800 mm et 960 mm, le plancher est continu. Cependant, le plancher de la voiture de queue et de tête est légèrement surélevé car on y retrouve les bogies de traction plus élevés que les bogies ordinaires.
On les retrouve sur les lignes de chemins de fer interurbaines d'Allemagne, d'Autriche, Hongrie et de Norvège. La ville d'Ottawa acheta également trois rames diesel mais comme train de banlieue pour le projet-pilote du O-Train. Ces trains ne comportent pas de toilettes. Le projet est un succès mais une extension du service au centre-ville nécessita l'achat de matériel électrique pour lui succéder en 2015, soit le LINT 41 d'Alstom.

## Acheteurs
- Allemagne
  - DB Regio
    - DB Regio NRW

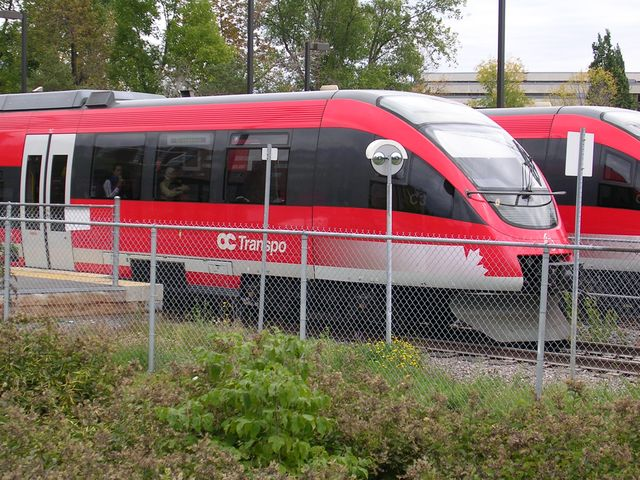
Deux Talent BR643 diesel à plancher bas du O-Train d'Ottawa, Canada

    - DB Regio Südwest (fait aussi circuler cet autorail en France sur la section Wissembourg / Frontière allemande de la Pfälzische Maximiliansbahn et la section Lauterbourg / Frontière allemande de la Bienwaldbahn)[3]
    - Euregiobahn

  - Veolia Transport
    - Nord-Ostsee-Bahn
    - NordWestBahn
    - Niederbarnimer Eisenbahn
    - Ostmecklenburgische Eisenbahn
    - Bayerische Oberlandbahn

  - eurobahn (Rhenus Keolis)
  - PE Arriva
  - Regiobahn
- Autriche
  - ÖBB
- Canada
  - O-Train (Ottawa)
- Norvège
  - Norges Statsbaner (15 rames de 2 voitures pendulaires en service) : BM93
- Hongrie
  - MÁV
- Slovaquie
  - RegioJet